# Schismatorhynchos holorhynchos
Schismatorhynchos holorhynchos es una especie de peces de la familia Cyprinidae en el orden de los Cypriniformes.

## Morfología
Los machos pueden llegar alcanzar los 14 cm de longitud total.

## Hábitat
Es un pez de agua dulce y de clima tropical.

## Distribución geográfica
Se encuentran en Asia:  cuenca de los ríos Kinabatangan (Sabah, Malasia) y rejang (Sarawak, Malasia ).